# Nikol Sajdová
Nikol Sajdová (ur. 20 lipca 1988) – czeska siatkarka, reprezentantka kraju, grająca na pozycji środkowej. Od sezonu 2016/2017 występuje w drużynie SK UP Ołomuniec.

## Sukcesy klubowe
Puchar Czech:
- 2008, 2009, 2017, 2019

Mistrzostwo Czech:
- 2009, 2019
- 2017, 2018

MEVZA:
- 2019
- 2018

## Sukcesy reprezentacyjne
Liga Europejska:
- 2012